# Lev Manovich
Lev Manovich, född 1960 i Moskva, är en amerikansk mediehistoriker, konstnär, universitetslärare och professor. Han är en av de ledande teoretikerna inom digital kultur.

## Biografi
Lev Manovich är konstnär och en av de ledande teoretikerna inom digital kultur och mediekonst och har skrivit ett flertal böcker. Han är professor vid City University of New York och chef för Software Studies Initiative (namnändrat till Cultural Analytics Lab år 2016), som analyserar och visualiserar "big cultural-data", samt professor i kulturanalys vid European Graduate School.
Manovich examinerades från Moskvas institut för arkitektur år 1979 och år 1983 började han vid New York University Tisch School of the Arts där han tog en fil. kand. i film och television. Han tog år 1988 en master i experimentell psykologi vid New York University och år 1993 blev han filosofie doktor vid University of Rochester med avhandlingen The Engineering of Vision from Constructivism to Virtual Reality.
Under åren 1996–2012 var Manovich professor i bildkonst vid University of California, San Diego.
År 2013 upptogs han på listan över "25 People Shaping the Future of Design" och år 2014 noterades han som en av de 50 "mest intressanta personerna som skapar framtiden" av The Verge.
Bland de böcker Manovich har publicerat sedan år 1993 är The Language of New Media (2001) den mest betydelsefulla, då det var den första som genomgripande teoretiserade ämnet och den ansågs vara "den mest tankeväckande och breda mediehistoriken sedan Marshall McLuhan". I boken placerar han nya medier i mediekulturens historia under de senaste decennierna, och klarlägger därmed såväl dess rötter, som innovationerna. Sammanfattningsvis argumenterar Manovich för att nya medier bygger på många av konventionerna för gamla medier.
Utöver det teoretiska arbetet, har Manovich arbetat med datormedier som konstnär, datoranimatör, designer och programmerare sedan år 1984.
Manovich konstprojekt har visats vid New York Public Library, Chelsea Art Museum (New York), Zentrum für Kunst und Medien (Karlsruhe), Walker Art Center (Minneapolis), Kiasma (Helsingfors), Centre Pompidou (Paris), Institute of Contemporary Arts (London) och Graphic Design Museum (Breda).